# Platecrizotes europaeus
Platecrizotes europaeus är en stekelart som beskrevs av Boucek 1964. Platecrizotes europaeus ingår i släktet Platecrizotes och familjen puppglanssteklar.
Artens utbredningsområde är:
- Polen.
- Moldavien.

Inga underarter finns listade i Catalogue of Life.